# Eva Krapl
Eva Krapl (Brno, 16 januari 1966) is een voormalig tennisspeelster uit Zwitserland, geboren in Tsjecho-Slowakije.
In de periode 1987–1990 maakte Krapl deel uit van het Zwitserse Fed Cup-team – zij behaalde daar een winst/verlies-balans van 8–8.
Haar beste enkelspelresultaat op de WTA-toernooien is het bereiken van de halve finale, in 1989 op het WTA-toernooi van Taipei, waar zij verloor van de latere winnares, de Australische Anne Minter. Ook in het dubbelspel bereikte zij eenmaal de halve finale, in 1990 op het WTA-toernooi van Singapore samen met de Amerikaanse Marianne Werdel.
Haar beste resultaat op de grandslamtoernooien is het bereiken van de derde ronde, eenmaal op Roland Garros 1987 en andermaal op het Australian Open 1988.
Na haar profcarrière als tennisspeelster werd ze trainer aan de Zwitserse TIF-Academy.

## Posities op deWTA-ranglijst
Positie per einde seizoen:
| jaar | rang enkelspel | rang dubbelspel |
| ---- | -------------- | --------------- |
| 1983 | 208            | –               |
| 1984 | 226            | –               |
| 1985 | 137            | 144             |
| 1986 | 129            | 340             |
| 1987 | 120            | 175             |
| 1988 | 117            | 153             |
| 1989 | 125            | 186             |
| 1990 | 200            | 126             |

## Resultaten grandslamtoernooien
| Legenda | Legenda                          |
| ------- | -------------------------------- |
| g.t.    | geen toernooi gehouden           |
| l.c.    | lagere categorie                 |
| –       | niet deelgenomen                 |
| G       | uitgeschakeld in de groepsfase   |
| 1R      | uitgeschakeld in de eerste ronde |
| 2R      | uitgeschakeld in de tweede ronde |
| 3R      | uitgeschakeld in de derde ronde  |
| 4R      | uitgeschakeld in de vierde ronde |
| KF      | uitgeschakeld in de kwartfinale  |
| HF      | uitgeschakeld in de halve finale |
| F       | de finale verloren               |
| W       | het toernooi gewonnen            |
| w-v     | winst/verlies-balans             |

### Enkelspel
| toernooi        | 1986 | 1987 | 1988 | 1989 | 1990 |
| --------------- | ---- | ---- | ---- | ---- | ---- |
| Australian Open | g.t. | 1R   | 3R   | 2R   | 1R   |
| Roland Garros   | 2R   | 3R   | 1R   | –    | 1R   |
| Wimbledon       | –    | –    | 1R   | 1R   | –    |
| US Open         | 1R   | 1R   | –    | 1R   | –    |

### Vrouwendubbelspel
| toernooi        | 1986 |    | 1988 | 1989 | 1990 |
| --------------- | ---- | -- | ---- | ---- | ---- |
| Australian Open | g.t. | 2R | 1R   | 2R   |      |
| Roland Garros   | 1R   | –  | –    | 1R   |      |
| Wimbledon       | –    | 1R | –    | 1R   |      |
| US Open         | 1R   | –  | –    | –    |      |